# Semla (diosa)

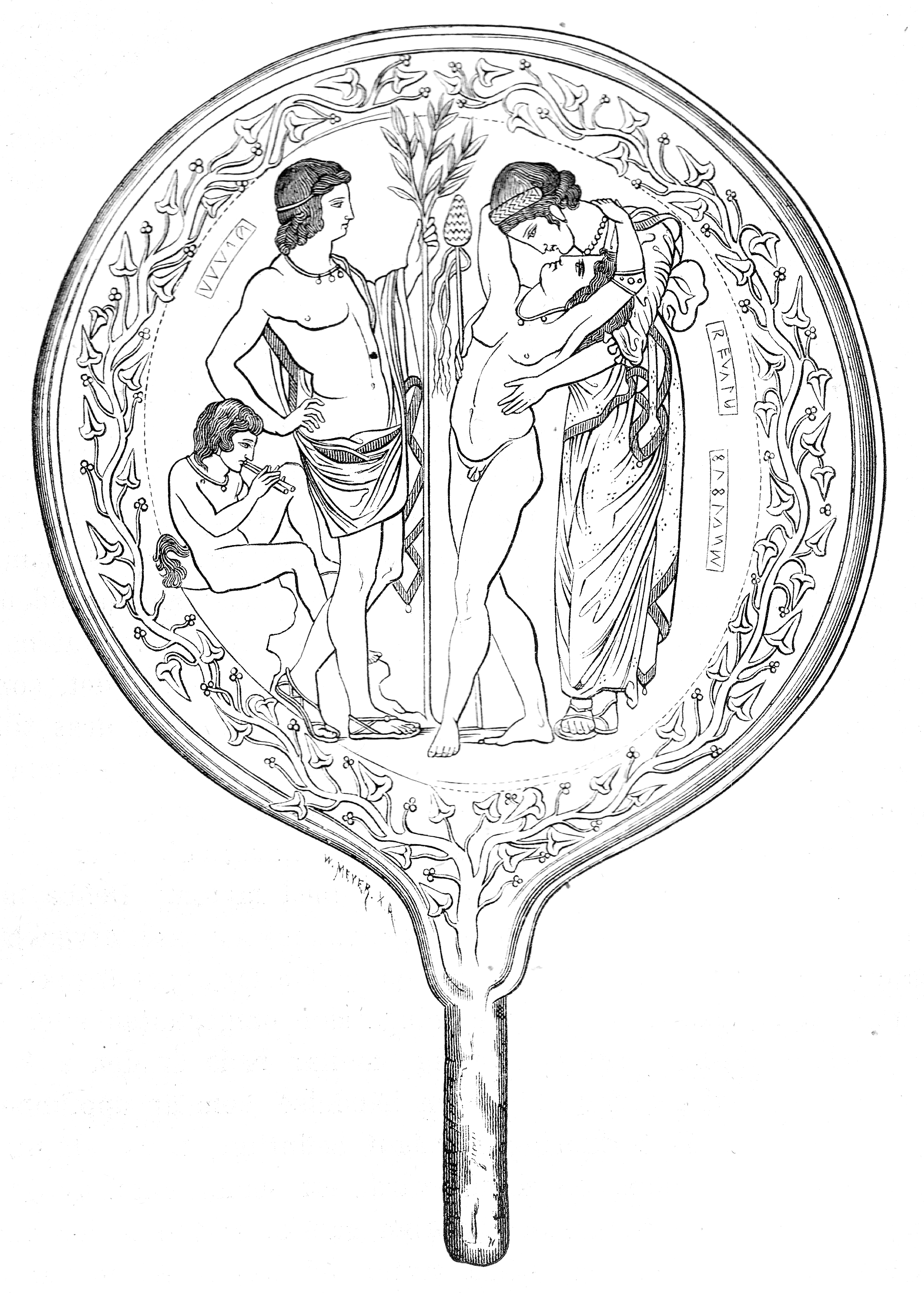
Espejo de bronce proveniente de Vulci de entre el 400 y 350 a.C. donde se ve a un joven Fufluns siendo abrazado por una diosa identificada como su madre Semla. A la izquierda el dios Aplu y un pequeño sátiro.

Semia o Semla era, en la mitología etrusca, la diosa de la Tierra, madre de Fufluns, dios de las plantas, la felicidad y la salud, a quien procreó con el dios Tinia.
Semia está probablemente relacionada con la diosa griega Sémele, como indica su nombre Semla, pudiendo ser un equivalente directo. Al igual que Sémele, Semla fue fulminada antes de dar a luz por el rayo de Tinia, pero según algunas versiones, Fufluns, al igual que su equivalente Dionisio, bajaría al inframundo a rescatarla.